# 合水口站
合水口站是一個深圳地铁6号线的地铁车站，位于中國广东省深圳市光明区公明街道松白路与侨辉路交汇处。

## 車站結構
合水口站沿松白路东西向布置，为“建-桥”组合结构形式，高架三层岛式站台车站。其中，车站共设4个天桥出入口：A出入口、B出入口、C出入口、D出入口。
| 地上三層（U3） |                            | █6号线往松岗（薯田埔）             |
| 地上三層（U3） | 島式月台，左邊車門將會開啟 |                                    |
| 地上三層（U3） | █6号线往科学馆（公明广场） |                                    |
| 地上二層（U2） | 車站大堂                   | 客務中心、商鋪、售票機、自動櫃員機 |
| 地面（G）      | -                          | 出口                               |

## 出入口
合水口站共设有4个出入口，其中A、B、D出口设有垂直电梯。
| 出口编号                         | 出口图片 | 建议前往的目的地                                     |
| -------------------------------- | -------- | ---------------------------------------------------- |
| 出口 · A · 盲道标志 · 升降机标志 |          | 松白路北侧（东） 合水口村 公明第一小学               |
| 出口 · B · 盲道标志              |          | 松白路北侧（西） 光明文化城                          |
| 出口 · C · 盲道标志 · 升降机标志 |          | 松白路南侧（西） 宏发嘉域 宝田医院 海悦花园 马田小学 |
| 出口 · D · 盲道标志 · 升降机标志 |          | 松白路南侧（东） 马山头社区 红花山小学               |
| 註： 設有 \| 設有                |          |                                                      |

## 歷史
合水口站於2013年首次提出興建。并在2015年動工，随6號線一併在2020年8月啟用。